# Calciumsulfit
Calciumsulfit ist eine chemische Verbindung aus der Gruppe der Sulfite. Es ist ein Salz der Schwefligen Säure und liegt meist in Form eines Hydrates (Halbhydrat, Dihydrat) vor.

## Gewinnung und Darstellung
Calciumsulfit kann wie Calciumhydrogensulfit durch Einwirkung von Schwefeldioxid auf in Wasser gelöstes Calciumcarbonat oder Calciumlauge gewonnen werden (Kalkwasserprobe). Die Lösung wird anschließend durch Trocknen oder Eindampfen in Kristalle überführt.
{\displaystyle \mathrm {CaCO_{3}+SO_{2}\longrightarrow CaSO_{3}+CO_{2}} }
{\displaystyle \mathrm {Ca(OH)_{2}+SO_{2}\longrightarrow CaSO_{3}+H_{2}O} }

## Eigenschaften
Calciumsulfit kann durch Oxidation in Calciumsulfat umgewandelt werden.
{\displaystyle \mathrm {2\ CaSO_{3}+O_{2}\longrightarrow 2\ CaSO_{4}} }
Es besitzt eine orthorhombische Kristallstruktur.

## Verwendung
Calciumsulfit dient in Form des Lebensmittelzusatzstoffes E 226 als Konservierungsstoff, Farbstabilisator und Antioxidationsmittel. Bei der Papierherstellung wird Calciumsulfit als Aufschlusschemikalie beim Sulfitverfahren genutzt.